# Glen Johnson
 Der er flere personer med dette navn, se Glen Johnson (bokser).
Glen McLeod Cooper Johnson (født 23. august 1984 i Dartford, England) er en engelsk fodboldspiller, der spiller som højre back hos Premier League-klubben Stoke City. Han har tidligere spillet for blandt andet London-klubberne West Ham United, Millwall F.C. og Chelsea F.C., samt for Portsmouth og Liverpool.
Johnson var i sin tid i Chelsea F.C. med til at vinde Premier League i både 2005 og 2006, samt Carling Cuppen i 2006. Med Portsmouth F.C. vandt han desuden FA Cuppen i 2008. I Liverpool har han til dato vundet Carling Cuppen i 2012.

## Landshold
Johnson står (pr. april 2018) noteret for 54 kampe og én scoring for Englands landshold, som han debuterede for den 18. november 2003 i en venskabskamp mod Danmark. Han var en del af landets trup til VM i 2010 i Sydafrika og til EM 2012 i Ukraine og Polen.

## Titler
Premier League
- 2005 og 2006 med Chelsea F.C.

Carling Cup
- 2005 med Chelsea F.C.

FA Cup
- 2008 med Portsmouth F.C.